# Sprachwandel
Sprachwandel bezeichnet die Veränderung oder Entwicklung einer Sprache und wird in der historischen Linguistik und der Soziolinguistik erforscht. Als wesentliche Triebkräfte des Sprachwandels werden Zweckmäßigkeit, Evolution, aber auch Analogie, Entlehnung und Lautgesetz angesehen.
Aus der Sicht des Strukturalismus ist unter Sprachwandel die Geschichte (Diachronie) eines Elements einer synchronen Sprachstufe zu verstehen oder aber das Verhältnis zweier synchroner Sprachstufen zueinander.
Aus der Sicht der quantitativen Linguistik sind vor allem zwei Aspekte des Sprachwandels bedeutsam: der Verlauf des Sprachwandelprozesses in der Zeit (Sprachwandelgesetz, Piotrowski-Gesetz) und die Wirkung der vielen Einflussfaktoren, die Sprachwandel auslösen und kontrollieren (linguistische Synergetik/Köhlers Regelkreis).

## Faktoren für den Sprachwandel
Peter von Polenz benennt als Faktoren für Sprachwandel:
1. Sprachökonomie: Veränderungen, die entstehen, weil Sprecher oder Schreiber aus Gründen der Zeitersparnis und Bequemlichkeit eine reduzierte Sprache verwenden. (In der neuesten Literatur wird „Ökonomie“ im Zusammenhang allerdings verstanden als (Ergebnis einer) Kosten-Nutzen-Analyse, also: wie muss ich mich ausdrücken, um ein bestimmtes Ziel zu erreichen? Vgl. dazu das unten genannte Werk von Rudi Keller.)
2. Innovation: Veränderungen, die entstehen, weil das gewohnte Inventar der Sprache für kreative und nonkonformistische Tätigkeiten nicht hinreichend geeignet ist und entwicklungsbedürftig zu sein scheint.
3. Variation: Die Sprachbenutzer sind flexibel in Bezug auf die Wahl sprachlicher Mittel, je nach kommunikativen Bedingungen und Zwecken.
4. Soziokulturelle Evolution: Sprachgebrauch[2] und die Beeinflussung des Sprachgebrauchs durch gesellschaftliche Kräfte bewirken Sprachwandel.

### Sonderfall Fachsprache
In Fachsprachen werden Fachwörter im Laufe der Zeit neu normiert. So heißt es im Handwerk heute beispielsweise Schraubendreher statt Schraubenzieher. Fachsprachen können sowohl sehr konservativ sein (Fachbegriffe aus Seefahrt oder Handwerk gehen teilweise noch auf Mittelniederdeutsch oder Mittelhochdeutsch zurück), als auch zur Innovation geradezu gezwungen, wenn Begriffe für Gegenstände, Verfahren und Phänomene gefunden werden müssen, die erst seit kurzer Zeit überhaupt bekannt sind. Hier gilt in besonderem Maß der Grundsatz, dass Sprache immer auch Realität abbildet und bei Veränderungen der Realität auch eine Veränderung der Sprache nötig ist.

## Modelle des Sprachwandels
Es bestehen unterschiedliche Auffassungen über Sprachwandel:

### Sprachorganismus
Der aus der junggrammatischen Schule stammende Linguist Hermann Paul entwickelte in den Prinzipien der Sprachgeschichte eine Theorie des Sprachwandels, deren Ausgangspunkt eine Kritik an der historisch-deskriptiven Grammatik darstellt, das Phänomen des Sprachwandels lediglich aus theoretischen Abstraktionen beobachteter Tatsachen abzuleiten. Exemplarisch nennt Paul hierfür das Verfahren etymologischer Beschreibungen, die dem Leser suggerierten, ein Wort habe sich aus einem in der Vergangenheit geäußerten Wort entwickelt:

„Es ist eine irreführende Ausdrucksweise, wenn man sagt, dass ein Wort aus einem in einer früheren Zeit gesprochenen Worte entstanden sei. Als physiologisch-physikalisches Produkt geht das Wort spurlos unter, nachdem die dabei in Bewegung gesetzten Körper wieder zur Ruhe gekommen sind. Und ebenso vergeht der physische Eindruck auf den Hörenden.“

Die tatsächlichen Träger historischer Entwicklung seien dagegen vielmehr in unbewussten, zweckgerichteten und spontan eintretenden kognitiven Prozessen zu verorten. Unter dem Terminus des sprachlichen bzw. psychischen Organismus fasst Paul derartige kognitive Verhältnisse als eine sich ständig verändernde Entität zusammen, die durch unbewusst stattfindende Assoziationsverhältnisse verschiedener Vorstellungsgruppen charakterisiert ist. Unter Vorstellungen versteht Paul in Rückgriff auf die seinerzeit verfügbaren Erkenntnisse der Psychologie die komplexe Strukturierung und Koordination des Wissens, was beispielsweise die Aneinanderreihung und Gruppierung von Klängen, syntaktischen Mustern oder motorischen Bewegungsmustern des Sprechens unter Einschluss der „begleitenden Gefühle und Strebungen“ beinhaltet.
Die Problematik der Analyse des sprachlichen Organismus besteht nach Paul in der fehlenden direkten Beobachtbarkeit und dem schon in der Philosophie bekannten Problem des Fremdpsychischen, d. h., dass mentale Vorgänge nur durch suggestive Introspektion an der eigenen Person beobachtet werden können, während die Annahme, andere Individuen teilten ähnliche psychische Erfahrungen, lediglich auf Analogieschlüssen beruht.
Die Wechselwirkung eines individuellen Sprachorganismus (idiolektale Einflüsse) mit dem allgemeinen Sprachusus endet mit dem Tod des Sprechers, sodass ältere Sprachnormen zwar beibehalten werden, aber selbst schon durch „spontane Triebe“ eine zukünftige Veränderung voraussetzen, sofern diese sich als zweckmäßig erweisen und sich in systematischer Form durchsetzen. Die „grössere oder geringere Zweckmäßigkeit der entstandenen Gebilde“ sei „bestimmend für Erhaltung oder Untergang derselben“ und orientiere sich demgemäß an den von Darwin beschriebenen Gesetzen der organischen Natur. Das dem Prozess der Modifizierung und Nivellierung von Sprache entgegengestellte Phänomen der Stase sei keine negativer Vorgang, sondern als „Nichteintreten von [modifizierenden] Vorgängen“ zu werten, sodass nicht notwendigerweise jede sprachliche Neuerung unmittelbar eine bereits bestehende verdrängt.
Vor diesem Hintergrund verlagert Paul das Problem des Sprachwandels nicht auf eine vermeintliche Entwicklung eines kausal voneinander unabhängig physikalisch Geäußerten, sondern auf die durch unbewusste und zweckgerichtete mentale Vorgänge hervorgerufene individuelle Sprechtätigkeit, deren Produkt das physikalisch Geäußerte bestimmt und als physikalische Tatsache mittels kausaler Einwirkung auf andere Sprachorganismen individueller Sprecher systematisch einwirken kann, während zwischen den Äußerungen selbst kein kausaler Zusammenhang besteht. Aus heutiger Sicht lassen sich einige Analogien zur kognitiven Linguistik und zur Sprachwandeltheorie von Rudi Keller aufweisen, wie die folgenden Zitate belegen:
| Sprachwandel nach Hermann Paul | Sprachwandel nach Rudi Keller |
| --- | --- |
| „Jede Veränderung des Sprachusus ist ein Produkt aus den spontanen Trieben der einzelnen Individuen einerseits und den geschilderten Verkehrsverhältnissen anderseits. Ist ein spontaner Trieb gleichmässig über ein ganzes Sprachgebiet bei einer Majorität verbreitet, so wird er sich auch rasch durchsetzen.“ | „Unsere alltäglichen zufälligen Regelverletzungen lassen keine Spuren in der Sprache zurück. Nur für die systematischen Regelverletzungen gilt, dass sie die neuen Regeln von morgen sind. Was aber erzeugt die Systematizität unserer Regelverstöße? Die Antwort lautet: Wir handeln – ohne dass uns dies bewusst ist – nach bestimmten Strategien bzw. Maximen.“ |

| Sprachorganismus | Kognitive Linguistik |
| --- | --- |
| „Es ist ebenso bedeutsam als selbstverständlich, dass dieser Organismus von Vorstellungsgruppen sich bei jedem Individuum in stetiger Veränderung befindet. Erstlich verliert jedes einzelne Moment, welches keine Kräftigung durch Erneuerung des Eindruckes oder durch Wiedereinführung in das Bewusstsein empfängt, fort und fort an Stärke. Zweitens wird durch jede Tätigkeit des Sprechens, Hörens oder Denkens etwas Neues hinzugefügt.“ | „Wenn wir zum Beispiel einen Satz immer wieder hören, werden diejenigen neuronalen Schaltkreise, die seine Bedeutung »errechnen«, entsprechend häufig aktiviert. Und indem Neuronen immer wieder in diesen Schaltkreisen feuern, werden die Synapsen stärker, und die Schaltkreise verfestigen sich.“ |

### Unsichtbare Hand
Sprachwandel wird als Ergebnis des Wirkens einer unsichtbaren Hand gesehen. Wichtigster Vertreter dieser Theorie ist Rudi Keller von der Universität Düsseldorf. Der Sprachwandel wird hier weder als Naturphänomen noch als Artefakt verstanden, sondern entsteht aus den Einzelhandlungen der Individuen als ungewollte und ungeplante Struktur. Aus verschiedenen Intentionen bilden sich sogenannte Maximen (Verständlichkeitsmaxime, Auffälligkeitsmaxime, Anpassungsmaxime, Höflichkeitsmaxime, Ökonomiemaxime); je nach Ziel des Sprechers verändert sich seine Wortwahl und sein Sprachgebrauch. Unkoordiniertes Verhalten führt zu einer koordinierten Struktur als einer Quasi-Koordination. Sprache als spontane Ordnung ist dabei ein Effekt des Wirkens der unsichtbaren Hand. Sprache und Sprachwandel sind nach Keller ein Phänomen der dritten Art, also weder vom Menschen gemacht (Artefakt) noch ein Naturphänomen, dagegen die kausale Konsequenz (Makroebene) einer Vielzahl individueller, intentionaler Handlungen (Mikroebene). Sprachwandel vollzieht sich im Einzelnen durch den Gebrauch der Sprache selbst. Keller bezieht sich zur Veranschaulichung seiner Theorie unter anderem auf das in der Bienenfabel vorkommende Mandeville-Paradox, das negativ konnotierte und moralisch verwerfliche strikt eigenbezügliche Handlungen (Laster) unerwartet zu einer funktionierenden und prosperierenden Gesellschaft führten. Ein Spezialfall von Sprachwandel ist der Bedeutungswandel. Nach Rudi Keller ändern sich Wortbedeutungen durch Veränderung der Gebrauchsregeln, denn nach Ludwig Wittgenstein ist die Bedeutung eines Wortes sein regelhafter Gebrauch innerhalb eines Sprachsystems. Beim Bedeutungswandel verändern die Sprecher die Gebrauchsregeln eines Wortes (durch Wirken der unsichtbaren Hand) dadurch, dass die Sprecher einen zunächst okkasionellen Sinn so häufig erzeugen, dass in der Sprachgemeinschaft mit der Zeit ein Umlernen erfolgt. Morphologischer Wandel entsteht in der Regel durch Regelverletzungen, Bedeutungswandel als Sinnspezifizierung durch regelkonforme Spezialverwendung unter Wirken der unsichtbaren Hand.

### Präferenzmodell
Sprachwandel ist aus dem Sprachsystem bis zu einem gewissen Grad vorhersehbar, da von Veränderungsprozessen besonders merkmalhafte Elemente betroffen sind, also Unregelmäßigkeiten in der Regel dazu neigen, abgebaut zu werden. Das Neuentstehen von Unregelmäßigkeiten ergibt sich als Nebenprodukt von Regularisierungen in anderen Bereichen.

### Grammatikalisierungsmodell
Sprachwandel wird als gerichtet angesehen, denn in der Regel werden Lexeme zu grammatischen Elementen. Eine Entwicklung von Grammemen zu Lexemen ist hingegen selten oder sogar auszuschließen.

### Soziolinguistisches Modell
Sprachwandel ist abhängig von sozialen Faktoren: Formen und Strukturen, die ein höheres Prestige haben, neigen dazu, sich im Sprachwandel durchzusetzen.

### Funktionsmodell (Köhlers Regelkreis)
Die linguistische Synergetik ermöglicht es, den Einfluss der Bedürfnisse, die die Sprecher/Hörer an ihre Sprache stellen, und deren Auswirkung auf die Gestaltung der Sprache mathematisch zu modellieren. Das Modell sieht eine ganze Reihe solcher Bedürfnisse vor und ist offen für weitere. Neben dem Bedürfnis nach Ökonomie ist z. B. auch mit einem Bedürfnis nach Spezifikation zu rechnen, etwa, wenn Begriffe möglichst präzise definiert werden sollen.

### Sprachdynamiktheorie
Jürgen Erich Schmidt und Joachim Herrgen unterscheiden in ihrer 2011 erschienenen Sprachdynamiktheorie zwischen drei Synchronisierungsakten, der Mikro-, Meso- und Makrosynchronisierung, nach denen sprachdynamische Prozesse ablaufen. Der Terminus der Synchronisierung ist dabei als Gegenbegriff zur linguistischen Synchronie zu begreifen, da letztere statische Zustände beschreibt und damit einen prozessunabhängigen Sprung von Sprachzustand zu Sprachzustand voraussetzt, der der Beschreibung eines hochgradig dynamischen Systems wie Sprache insofern unangemessen ist, wie er deren zugrundeliegenden Gesetze terminologisch nicht zu beschreiben im Stande ist. Mit der Einführung des Synchronisierungsbegriffs soll insbesondere die zeitliche Dimension als konstitutiver und obligatorischer Bestandteil jedweder sprachlichen Interaktion berücksichtigt werden. Der generelle Terminus der Synchronisierung ist dabei als „Ableich von Kompetenzdifferenzen im Performanzakt“ zu verstehen, deren Folge eine Modifizierung oder Stabilisierung des eigenen individuellen Sprachverhaltens und -wissens innerhalb einer Kommunikationssituation bewirkt. Ausgangspunkt und erste Ebene jedes Synchronisierungsaktes ist dabei die Mikrosynchronisierung:

„Unter Mikrosynchronisierung verstehen wir punktuelle, in der Einzelinteraktion begründete Modifizierung und zugleich Stabilisierung des individuellen sprachlichen Wissens.“

Mesosynchronisierungen stellen hingegen eine systematisch auftauchende Folge gleichgerichteter Synchronisierungsakte über einen längeren Zeitabschnitt innerhalb bestimmter Gruppen (Peergroups, Ehe- und Familienleben) dar.
Makrosynchronisierungen sind dagegen Angleichungsprozesse über sehr lange Zeiträume zu verstehen, „mit denen Mitglieder sich an einer gemeinsamen Norm ausrichten“ und „zwischen denen kein persönlicher Kontakt bestehen muss“. Ein Beispiel der letzten Art ist etwa in der Lutherbibel zu finden, an der sich Millionen von Sprechern über Jahrhunderte hinweg orientierten und damit als konventionalisiertes Artefakt der Sprachnormierung langfristige Spuren in der Sprachgeschichte des Deutschen hinterließ. Ebenso die Kodifizierung der Schriftsprache, beispielsweise ersichtlich an der jahrzehntelangen Orientierung an Wörterbüchern wie der Duden-Orthografie, sowie die damit verbundene institutionell vorgegebene präskriptive Normierung sind Bestandteil derartiger Makrosynchronisierungen. Der kontinuierliche Prozess des Sprachwandels geschieht demgemäß in zeitlich verzögerten positiven oder negativen Rückkopplungseffekten, die modifizierend oder stabilisierend auf das jeweilige individuelle Sprachverhalten einwirken.

## Quantifizierung
Der Grad der lexikalischen Veränderung lässt sich quantifizieren. So trat in der englischen Sprache eine Verschiebung von gebräuchlicheren Wörtern (z. B. Haus) hin zur Verwendung von selteneren Wörtern (z. B. Gebäude) auf, jedoch auf einer marginalen Ebene. Innerhalb von mehr als 300 Jahren verringerte sich die relative Häufigkeit von Wörtern in Stichproben englischer und amerikanischer Zeitungen nur um etwa drei Einheiten innerhalb eines möglichen theoretischen Bereichs von 208 Einheiten, d. h. etwa 1 bis 2 %.

## Phänomene des Sprachwandels im Deutschen
Veränderungen im Neuhochdeutschen sind zu einem großen Teil im Ausbau des Wortschatzes in Form von Aufnahmen aus anderen Sprachen (als Lehnwörter, Pseudoentlehnungen oder Fremdwörter) zu verzeichnen. Neben sprachlichen Einflüssen vor allem aus dem Englischen, Lateinischen, Französischen und Griechischen weist das Deutsche auch Entlehnungen aus der italienischen, spanischen und portugiesischen Sprache auf sowie Prägungen aus dem Arabischen (in Handel, Medizin, Botanik, Mathematik, Chemie und Astronomie) und aus slawischen Sprachen.